# 木村蓮太朗
木村 蓮太朗（きむら れんたろう、1997年6月12日 - ）は、日本のプロボクサー。静岡県田方郡出身。駿河男児ボクシングジム所属。
従兄の木村天汰郎はプロボクサー。

## 来歴
小学2年生から極真空手を始め、飛龍高校入学後にボクシングを始めた。
東洋大学に進学し、2016年に全日本選手権のバンタム級で優勝。2017年と2019年の国体ではライト級で優勝した。2019年に東洋大学ボクシング部主将に就任、東洋大学初の関東リーグ優勝に貢献し、自身は関東リーグの最優秀選手賞に選ばれた。
2020年3月5日、プロ転向を発表した。3月7日、B級プロテストを受験して合格。実技試験は日本フェザー級王者の佐川遼を相手に行った。
2020年7月22日、後楽園ホールで東祐也を相手にプロデビュー戦を行い、2回1分23秒TKO勝ちを収めた。
2020年9月27日、ふじさんめっせ産業交流展示場で岩屋卓史と対戦し、5回2分31秒TKO勝ちを収めた。
2020年12月10日、後楽園ホールでサンダー照屋と対戦し、4回2分10秒TKO勝ちを収めた。
2021年6月10日、後楽園ホールで福永輝と対戦。連続KOは逃したが、6回3-0（60-54×3）で判定勝ちを収めた。
2021年9月5日、ふじさんめっせで日本スーパーフェザー級12位の齊藤陽二と対戦。初回と4回にダウンを喫したが、後半に追い上げて8回3-0（76-75、76-74×2）の判定勝ちにこぎつけた。
2021年12月9日、後楽園ホールで前田稔輝と対戦し、8回判定負けでプロ初黒星を喫した。
2023年5月9日、後楽園ホールで干場悟と対戦。8回3-0（77-75、78-74×2）で判定勝ちを収めて1年6か月ぶりの復帰戦を勝利で飾った。
2023年11月7日、後楽園ホールでフィリピンフェザー級14位のジェイソン・ブエナオブラと対戦し、8回3-0（80-72×2、79-73）の判定勝ちを収めた。
2024年5月14日、後楽園ホールでジェスレイ・ワミナルと対戦予定だったが木村がフェザー級リミットの58.0kgを1.5kg、ワミナルが300g体重超過し両者とも計量失格、日本ボクシングコミッション（JBC）の規定によりリミット8％以内で試合成立となるため、当日計量のリミット62.5kgを木村は62.4kg、ワミナルは61.25kgで計量をパスしたため試合成立となり、初回1分38秒KO勝ちを収め試合後に「プロボクサーとして絶対にやってはいけないことをしてしまいました。」と体重超過を謝罪した。木村は前日までの時点では日本フェザー級1位だったが、体重超過によるペナルティでランキングから除外することとなった。試合から2日後の同年5月16日、JBCは前日計量が行われた5月13日から6カ月木村のライセンスを停止する処分を発表した。
2025年1月14日、後楽園ホールでライセンス停止処分明けの復帰戦として2018年全日本フェザー級新人王の竹本雄利と59.5kg契約8回戦を行い、初回2分KO勝ちを収めた。
2025年1月30日、JBCの2025年1月度日本ランキングが発表され、木村が日本スーパーフェザー級4位にランクインし体重超過による日本フェザー級ランキング除外以来の日本ランカー復帰を果たした。

## 戦績
- アマチュア - 88戦72勝（26KO）16敗
- プロ - 10戦9勝（5KO）1敗

| 戦           | 日付           | 勝敗 | 時間    | 内容    | 対戦相手                 | 国籍 | 備考           |
| ------------ | -------------- | ---- | ------- | ------- | ------------------------ | ---- | -------------- |
| 1            | 2020年7月22日  | ☆    | 2R 1:23 | TKO     | 東祐也（畠山）           | 日本 | プロデビュー戦 |
| 2            | 2020年9月27日  | ☆    | 5R 2:31 | TKO     | 岩屋卓史（寝屋川石田）   | 日本 |                |
| 3            | 2020年12月10日 | ☆    | 4R 2:10 | TKO     | サンダー照屋（平仲BS）   | 日本 |                |
| 4            | 2021年6月10日  | ☆    | 6R      | 判定3-0 | 福永輝（沖縄WR）         | 日本 |                |
| 5            | 2021年9月5日   | ☆    | 8R      | 判定3-0 | 齊藤陽二（角海老宝石）   | 日本 |                |
| 6            | 2021年12月9日  | ★    | 8R      | 判定1-2 | 前田稔輝（グリーンツダ） | 日本 |                |
| 7            | 2023年5月9日   | ☆    | 8R      | 判定3-0 | 干場悟（蟹江）           | 日本 |                |
| 8            | 2023年11月7日  | ☆    | 8R      | 判定3-0 | ジェイソン・ブエナオブラ | タイ |                |
| 9            | 2024年5月14日  | ☆    | 1R 1:38 | KO      | ジェスレイ・ワミナル     | タイ |                |
| 10           | 2025年1月14日  | ☆    | 1R 2:00 | KO      | 竹本雄利（クラトキ）     | 日本 |                |
| テンプレート |                |      |         |         |                          |      |                |

## 獲得タイトル
アマチュア
- 第86回全日本選手権バンタム級優勝
- 第72回国民体育大会成年の部ライト級優勝
- 第74回国民体育大会成年の部ライト級優勝